# Miguel Hidalgo, Cosolapa
Miguel Hidalgo är en ort i Mexiko.   Den ligger i kommunen Cosolapa och delstaten Oaxaca, i den sydöstra delen av landet, 270 km öster om huvudstaden Mexico City. Miguel Hidalgo ligger 118 meter över havet och antalet invånare är 135.
Terrängen runt Miguel Hidalgo är varierad. Runt Miguel Hidalgo är det ganska tätbefolkat, med 116 invånare per kvadratkilometer. Närmaste större samhälle är Cosolapa, 9,0 km norr om Miguel Hidalgo. Omgivningarna runt Miguel Hidalgo är en mosaik av jordbruksmark och naturlig växtlighet.